# Joseph Mainzer
Joseph Mainzer (Trèveris, Renània-Palatinat, 1801 – Manchester, Anglaterra, 1851) fou un sacerdot i compositor alemany.
Després d'ordenar-se sacerdot, fou mestre de cant del seminari de la seva ciutat natal, del que l'expulsaren per motius polítics. Residí successivament, a Brussel·les, a París, a Londres i a Manchester on morí. Fundà un gran nombre de societats corals i d'escoles de música.
Va compondre:
- Singschule (1831);
- Méthode de chant pour les enfants (1835);
- Méthode de chant pour voix d'hommes (1836);
- Méthode practique de piano pour les enfants (1837);
- Abécédaire de chant (1837);
- Ecole Morale (1838);
- Esquisses musicales, ou souvenirs de voyage (1838);
- Cent melodies enfantines (1840);
- Singing for the million (1842);
- Musical Atenceum, or nature and art, music and musicians in Germany, France, Italy (1842).

Les seves òperes Le triomphe de la Pologne i La Jacquerie, assoliren molt poc èxit.